# German Zamudio
Justo German Zamudio, född den 13 april 1942, är en svensk fartygskock bosatt i Malmö. Han är huvudperson i SVT-programmet Landgång, som sänts i SVT1 under fyra säsonger: 2006, 2007 och 2010.2011
Zamudio föddes på en estancia i norra Argentina, där hans föräldrar arbetade. Vid fem års ålder överlämnades han till en släkting i byn Formosa, och när han fyllt 12 skickades han till Buenos Aires, där han fick arbete som springpojke hos en förnäm familj.
Vid mitten av 1960-talet gick German Zamudio till sjöss, där han arbetade som kock under resten av sitt yrkesliv. De sista åren fram till pensioneringen var han anställd på Donsötanks tankfartyg M/T Navigo.
Anne Lundberg på SVT mötte German Zamudio i samband med reportage om sjömanspensioner som hon gjorde för SVT:s undersökande program Uppdrag Granskning. Det var i samband med detta möte som idén till serien Landgång föddes.